# Anexação de Amur
A Anexação de Amur foi a anexação do canto sudeste da Sibéria pelo Império Russo em 1858-1860 através de uma série de tratados desiguais impostos à dinastia Qing da China. As duas áreas envolvidas são Priamurye entre o rio Amur e a Cordilheira Stanovoy ao norte, e Primorye que desce a costa desde a foz de Amur até à fronteira coreana, incluindo as ilhas Sacalinas. O território agora conhecido como Manchúria Exterior, parte da região mais ampla chamada Manchúria, estava anteriormente sob a soberania da China Qing.
Na geografia moderna da Rússia, Priamurye ("as Terras de Amur") corresponde aproximadamente ao Oblast de Amur e à metade sul do Krai de Khabarovsk, enquanto Primorye ("as Terras Marítimas") corresponde ao Krai de Primorsky (e, possivelmente, seções adjacentes do Krai de Khabarovsk).

## Contexto

a China da Dinastia Qing em 1820.

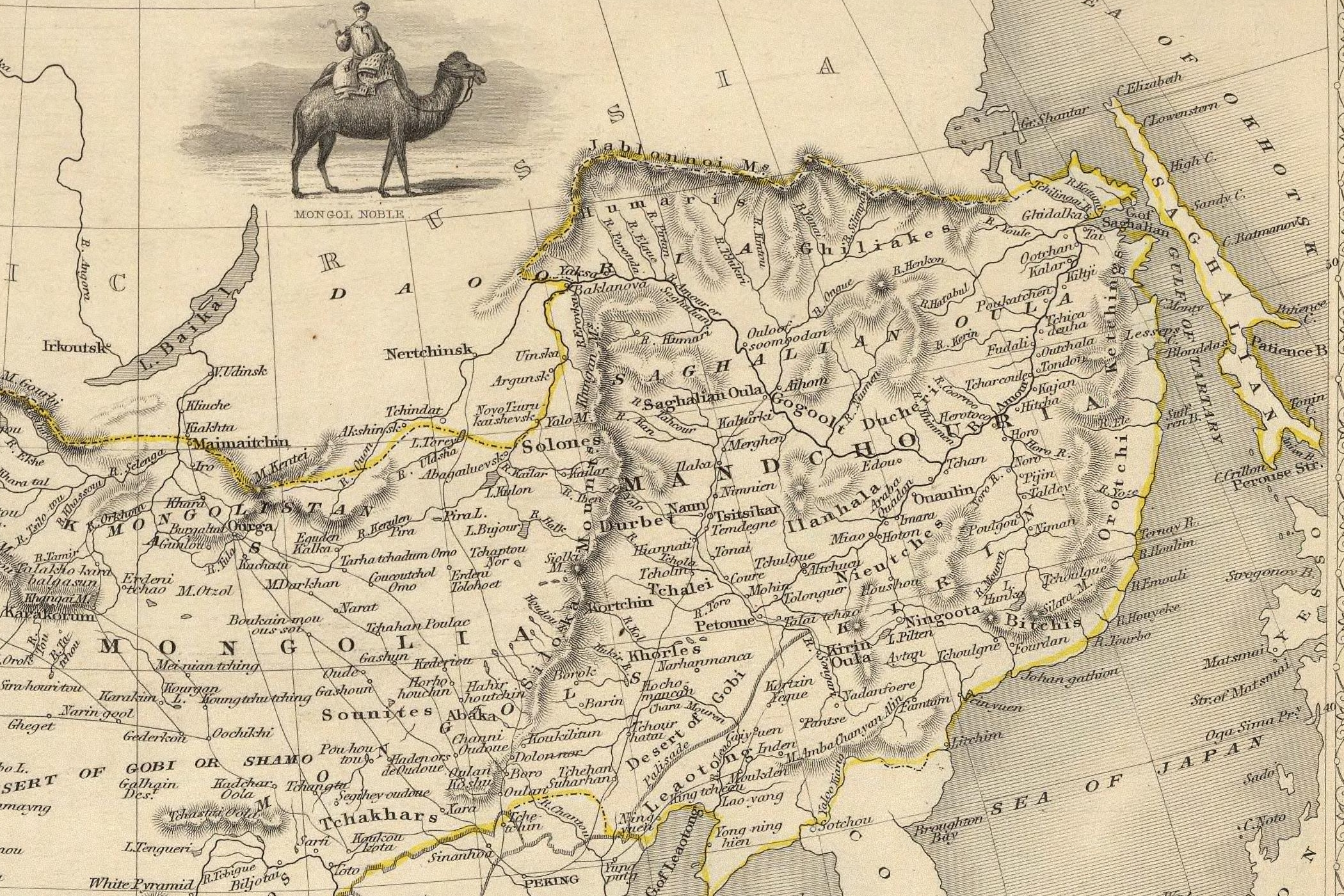
Um mapa britânico de 1851 mostrando a fronteira russo-chinesa antes da anexação

Hidrologicamente, a Cordilheira Stanovoy separa os rios que correm para o norte no Ártico daqueles que correm para o sul no rio Amur. Ecologicamente, a área é a borda sudeste da floresta boreal da Sibéria, com algumas áreas boas para a agricultura ao longo do Amur médio. Social e politicamente, desde cerca de 600 EC, era a margem norte do mundo chinês-coreano-manchu.
Em 1643, aventureiros russos invadiram os Stanovoys. Em 1689, eles foram rechaçados pelos manchus. Pelo Tratado de Nerchinsk (1689), os dois impérios reconheceram Stanovoys e o rio Argun como sua fronteira. Isso permaneceu estável até a década de 1840.
Após as viagens do capitão James Cook , um número significativo de navios britânicos, franceses e americanos começaram a entrar pelo Pacífico. Eles foram seguidos por russos como Grigory Shelikhov e Nikolai Rezanov , que estavam preocupados principalmente com as novas colônias russas no Alasca. Isso levantou o problema da defesa naval da costa leste da Sibéria e a possibilidade de usar o rio Amur como rota de abastecimento para o Pacífico.

## Muravyov e o Tratado de Aigun (1858)
Mais Informações:Tratado de Aigun
Em 1845, Alexander von Middendorf entrou no país por Amur e escreveu um relatório. Em 1847, Aleksandr Gavrilov alcançou a foz do Rio Amur, mas não conseguiu encontrar uma entrada em águas profundas.
Em 1847, Nikolay Muravyov foi nomeado governador-geral da Sibéria Oriental. Antes de partir para Irkutsk, ele providenciou a criação de um Comitê Amur para coordenar o trabalho na área. Em 1849, ele fez uma viagem terrestre para Okhotsk e depois para Petropavlovsk-Kamchatsky . Um resultado disso foi a remoção do principal centro naval de Okhotsk para Petropavlovsk.
Em 1848, Gennady Nevelskoy foi enviado ao Baikal para explorar a costa do Pacífico.
Em 1849, Nevelskoy navegou parte do caminho até o Amur e depois navegou para o sul pelo Estreito da Tartária , provando assim que as Sacalinas era uma ilha, fato que foi mantido em segredo militar.

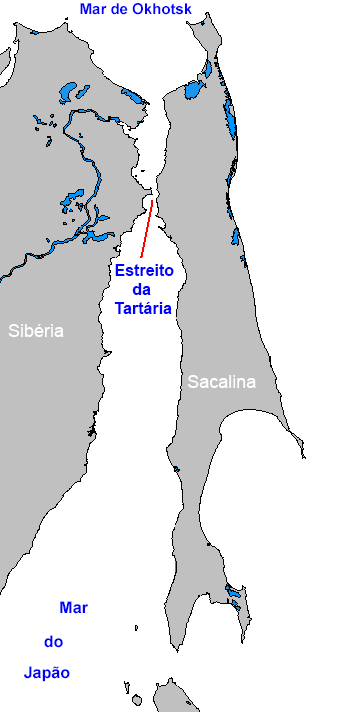
O estreito da Tartária liga o mar de Okhotsk com o mar do Japão.

Em 1850, Nevelskoy fundou Nikolayevsk-on-Amur no que era suposto território chinês. Karl Nesselrode , o ministro das Relações Exteriores, tentou anular isso, mas Nicolau I declarou "onde uma vez que a Bandeira da Rússia é hasteada, ela não deve ser abaixada". Nos três anos seguintes, Nevelskoy estabeleceu outros fortes no suposto território chinês ao redor da foz do Amur.
Para estabelecer uma força militar, Muravyov criou um novo exército cossaco, os cossacos , armando 20.000 servos mineiros. Em maio-junho de 1854, ele e 1.000 homens navegaram pelo Amur até Nikolayevsk. O governador manchu em Aigun não teve escolha a não ser deixá-los passar.
As notícias da Guerra da Crimeia chegaram ao Extremo Oriente em julho de 1854. Em setembro, uma força naval anglo-francesa foi derrotada no cerco de Petropavlovsk . Julgando que Petropavlovsk não poderia ser defendido, Muravyov ordenou que o contra-almirante Vasily Zavoyko movesse suas forças para a área de Amur. Em maio de 1855, a força de Charles Elliot encontrou Zavoyko na Baía De Kastri (ao sul do Cabo Nevelskoy no Estreito Tártaro).
Sob a cobertura da névoa, Zavoiko retirou-se para o norte até a foz do Amur, o que confundiu os britânicos, pois eles pensaram que Sakhalin estava conectada ao continente. Em 1855, Muravyov enviou uma força de 3.000 homens pelo Amur, incluindo colonos. Os chineses declararam que isso era ilegal, mas nada fizeram.
Também em 1855, a Rússia e o Japão assinaram o Tratado de Shimoda, que resolveu temporariamente o conflito em Sacalina e nas Ilhas Curilas . O representante russo era o almirante Putyatin
A Segunda Guerra do Ópio estourou em 1856. Em 1858, os britânicos e franceses capturaram Cantão . Quando a notícia chegou a São Petersburgo , o ministro das Relações Exteriores, Alexander Gorchakov , que havia substituído Nesselrode, decidiu que era hora de "ativar a política do Extremo Oriente Russo". Muravyov recebeu poderes plenipotenciários e o almirante Yevfimy Putyatin foi enviado a Pequim para negociar uma relação mais favorável.
Em 1856 e 1857, Muravyov enviou mais colonos ao longo do Amur. Em 1858, ele próprio foi. Suas instruções eram para não usar a força, exceto para resgatar cativos. Ao chegar a Aigun, ele apresentou ao governador local um tratado, que foi assinado. O Tratado de Aigun atribuiu todas as terras ao norte do Amur à Rússia e declarou a área a leste do rio Ussuri e ao sul do Amur (norte de Primorye) como um condomínio russo-chinês até novas negociações.
Muravyov continuou descendo o Amur e fundou Khabarovsk na foz do Ussuri. Em setembro de 1858, Alexandre II o promoveu a general e concedeu-lhe o sufixo '-Amursky'. Em 1859, ele enviou uma expedição de exploração ao longo da costa até Vladivostok .

## Putyatin, Ignatyev e a Convenção de Pequim (1860)
Mais Informações:Convenção de Pequim
Enquanto isso, o almirante Yevfimy Putyatin viajava por terra para a China. Chegando a Kyakhta , ele foi impedido de entrar na primavera de 1857. Ele navegou pelo Amur e levou seu navio para Tientsin . Recusado a entrada novamente, ele se juntou aos britânicos e franceses em Xangai . Quando os aliados tomaram o Forte Taku , Putyatin se ofereceu como mediador. O resultado foram os Tratados de Tientsin , que concederam a maioria das demandas aliadas. Sem informar totalmente os aliados, Putyatin fez um acordo separado com os chineses em 13 de junho de 1858.
Em troca de canhões, 20.000 rifles e instrutores militares, a fronteira seria ajustada de alguma forma não especificada. Putyatin não sabia do Tratado de Aigun, assinado 16 dias antes. Depois que os aliados se retiraram, os chineses não conseguiram implementar os tratados. Os aliados retornaram em junho de 1859, tentaram retomar os Fortes Taku e falharam. Como resultado, os chineses se recusaram a ratificar os tratados.
Nesse ponto, um major-general de 27 anos chamado Nikolay Pavlovich Ignatyev entrou em cena. Em março de 1859, ele foi designado para acompanhar as armas e instrutores russos. Na fronteira descobriu que os chineses haviam rejeitado os tratados e não aceitariam as armas. Ele continuou para Pequim, onde permaneceu na missão eclesiástica russa e tentou negociar com os manchus.
Ao saber dos preparativos aliados, Ignatyev juntou-se aos britânicos e franceses em Xangai e provou ser útil aos conselhos aliados, pois tinha um mapa de Pequim e bons intérpretes. Em outubro de 1860, os britânicos e franceses retomaram os fortes Taku. Eles entraram em Pequim e o imperador fugiu para Rehe . Ignatyev colocou-se como intermediário entre os europeus e os chineses. Nos dois primeiros Tratados de Pequim (24 e 25 de outubro de 1860), quase todas as demandas aliadas foram atendidas. Ignatyev continuou as negociações para um tratado russo-chinês. Ele convenceu os chineses de que apenas seu apoio faria com que os aliados deixassem a capital. 
O resultado foi a Convenção Russo-Chinesa de Pequim de 14 de novembro de 1860. Com isso, o Tratado de Tientsin foi ratificado e todas as terras ao norte do Amur e a leste do Ussuri foram cedidas ao Império Russo. Assim, por pura diplomacia e apenas alguns milhares de soldados, os russos aproveitaram a fraqueza chinesa e a força das outras potências europeias para anexar 910.000 km 2 de território chinês(Tamanho em área equivalente a Venezuela Hoje). Com exceção do canhão bastante cerimonial de Muravyov em Aigun, eles aparentemente não dispararam um único tiro